# شبرا نبات
شبرا نبات إحدى قرى مركز المحلة الكبرى التابع لمحافظة الغربية بجمهورية مصر العربية.

## التاريخ
قرية شبرا نبات من القرى القديمة، حيث وردت باسم «شبرا نبات» في أعمال الغربية ضمن قرى الروك الصلاحي التي أحصاها ابن مماتي في كتاب قوانين الدواوين، كما وردت باسم «شبرى نبات» في أعمال الغربية ضمن قرى الروك الناصري التي أحصاها ابن الجيعان في كتاب «التحفة السنية بأسماء البلاد المصرية».
وردت باسم «شبرا نبات» في التربيع العثماني الذي أجراه الوالي العثماني سليمان باشا الخادم في عصر السلطان العثماني سليمان القانوني ضمن قرى ولاية الغربية، وفي تاريخ 1228هـ/1813م الذي عدّ قرى مصر بعد المسح الذي قام به محمد علي باشا باسم «شبرا نبات» ضمن قرى مديرية الغربية. أصلها من توابع مركز طلخا بمديرية الغربية وذكرت من توابعه في تعداد 1882، وذكرت من توابع مركز المحلة الكبرى في بيانات التعداد التالية.

## التعليم
تصل نسبة الأمية في القرية إلى 48.03% بين من تجاوزوا العاشرة من عمرهم، بينما تصل نسبة من حصلوا على تعليم جامعي إلى 2.34% من جملة السكان.

## السكان
بلغ عدد سكان شبرا نبات 5471 نسمة حسب تقدير عام 2018.
| السنة  | 1882 | 1897 | 1907 | 1927 | 1947 | 1960 | 1976 | 1986 | 1996 | 2006  | 2018 |
| ------ | ---- | ---- | ---- | ---- | ---- | ---- | ---- | ---- | ---- | ----- | ---- |
| القرية | 534  | 762  | 911  | 1395 | 1747 | 2274 | 2605 | 2677 | 3180 | 3,716 | 5471 |